# Dystasiopsis malaccana
Dystasiopsis malaccana là một loài bọ cánh cứng trong họ Cerambycidae.